# Korkliny
Korkliny is een plaats in het Poolse district  Suwalski, woiwodschap Podlachië. De plaats maakt deel uit van de gemeente Suwałki en telt 100 inwoners.